# スエズ (2008年設立の企業)
スエズ（フランス語: Suez S.A.）は、フランス・パリ近郊ラ・デファンスに本社を置き、世界20カ国以上に現地法人を持つ、水処理・廃棄物処理等の多国籍環境関連総合企業である。日本法人はスエズウォーターサービス株式会社。2022年、ヴェオリア・エンバイロメントの傘下となった。
2008年に設立され、当初は「スエズ・エンバイロメント」（スエズ・アンヴィロヌマン）という社名だったが、2015年7月29日に構造改革を行ったときに社名を単なる「スエズ」に変更した。

## 沿革
現在のスエズのルーツは、1997年にスエズ金融会社とリヨン水道が合併して設立された旧スエズの一部門にあり（合併までの経緯はスエズ運河会社を参照）、旧スエズがフランスガス公社と合併しGDFスエズ（現在のエンジー）となったことから、水処理・廃棄物処理の部門がスピンアウトし、2008年7月22日に「スエズ・アンビロンヌマン（英：スエズ・エンバイロメント）」として設立された。株式はユーロネクスト・パリに上場され、当時はエンジーが株式の3割以上を保有する大株主であった。2015年7月に「スエズ・アンビロンヌマン」から旧名と同じ「スエズ」に改称した。2021年12月、欧州委員会が同業ヴェオリア・エンバイロメントによるスエズの買収を条件付きで承認し、2022年2月、同社による株式買収が完了した。

### 子会社・関連会社
- Grupo Agbar（Aguas de Barcelona） —スペインの水処理・水道会社
- Degrémont —水道及び水処理のエンジニアリング会社
- Suez Consulting（旧SAFEGE）—水道及び環境のコンサルティング会社
- SITA —水処理の会社
- Suez North America（旧United Water） — アメリカ合衆国並びにオーストラリア・アデレードの水道会社

## 日本におけるスエズ
日本では1950年代にSuez Degrémontとしてスエズの水処理技術が導入されて以降、水処理場や廃水処理場の建設に関与し、東京・北海道・九州など日本各地の上水道で活性炭濾過、オゾン発生設備およびオゾン反応設備、メンブレン限外濾過システムをはじめとするスエズの浄水技術が利用されている。
日本法人「スエズウォーターサービス株式会社」（SUEZ Water Services K.K.）は、2021年に設立され、東京（品川グランドセントラルタワー）にオフィスを持つ。